# Bang (песня Blur)
«Bang» — третий сингл группы Blur с дебютного альбома Leisure, вышедший 29 июля 1991 года. Сингл сумел достичь 24 позиции в чарте синглов Великобритании.

## Видео
Клип на песню срежиссировал Вилли Смакс (Willy Smax), группа находится в западном Лондоне ночью. Видео показывает движение автомобилей. Также были включены чёрно-белые кадры. В более поздние годы барабанщик Дейв Раунтри выражал свою любовь к этому клипу. Само видео оказалось незамеченным во время выпуска и получило наименьшее количество трансляций на телевидении. Музыкальное видео похоже на «Tomorrow Comes Today» группы Gorillaz из-за видов Лондона и здания Центральной точки.

## Варианты изданий
- 12"

1. «Bang» (extended)
2. «Explain»
3. «Luminous»
4. «Uncle Love»

- 7" and Cassette

1. «Bang»
2. «Luminous»

- CD (released 5 August 1991)

1. «Bang»
2. «Explain»
3. «Luminous»
4. «Berserk»

## Чарты
| UK Top 75 (1991) | Peak position |
| ---------------- | ------------- |
| UK Singles Chart | 24            |

## Продюсирование
- «Bang» и «Explain» — Стивен Стрит
- «Luminous», «Berserk» и «Uncle Love» — Blur